# Seigneur
Seigneur (fransk fra latin senior, "den ældre", forkortet Sieur, "høj herre") titlen benyttedes under feudaltiden i Frankrig om lensherrer (dansk: ~ lensbesidder). 
Hvis en seigneur var indehaver af den feudale domsret (la haute, la moyenne eller la basse justice), kaldtes han seigneur justicier. Seigneurens område med alle dermed forbundne rettigheder benævnedes seigneurie. Efter ophævelsen af lensvæsenet, 4 august 1789, benyttes seigneur ikke som officiel titel i Frankrig. Ordet forekommer nu kun om Gud, i betydningen "herren"; ved tiltale af regerende fyrster eller i overført betydning. 
Notre seigneur, "vor herre", anvendes om Jesus. Grand seigneur, "fornem herre", anvendes om en person hvis optræden i selskabslivet vidner om høj byrd og stor förmögenhet. Le grand seigneur, "Storherren", var en fransk betegnelse for osmanske sultaner.